# Aspach (Baden-Württemberg)
Aspach es un municipio de Alemania, situado en el estado de Baden-Württemberg. Hasta 2015 tenía una población de 8035 habitantes y una superficie de 35,46 km². Se encuentra en el distrito de Rems-Murr, cerca de Backnang. La sede de la administración municipal está ubicada en la localidad de Großaspach.

## Geografía
Una parte de Aspach se encuentra junto a la región natural de Schwäbisch-Fränkische Waldberge y Neckarbecken. Se encuentra en el extremo sur de las montañas Löwensteiner  254-516 metros de altitud. Al oeste de la aldea Kleinaspach se encuentra el Hardtwald.

## Historia
El municipio de Aspach se reformó el 1 de febrero de 1972 en el contexto de la reforma municipal en Baden-Württemberg de las comunidades anteriormente independientes: Großaspach, Kleinaspach, Rietenau y Allmersbach.

## Deportes
Aspach es el lugar de origen del SG Sonnenhof Großaspach, un club de fútbol que juega en la 3. Liga, y que cuenta con casi 850 miembros. Este equipo disputa todos los partidos de local en el Mechatronik Arena.